# (100828) 1998 HM6
(100828) 1998 HM6 es un asteroide perteneciente al cinturón de asteroides, región del sistema solar que se encuentra entre las órbitas de Marte y Júpiter, descubierto el 21 de abril de 1998 por el equipo del OCA-DLR Asteroid Survey desde el Sitio de Observación de Calern, Caussols, Francia.

## Designación y nombre
Designado provisionalmente como 1998 HM6. 

## Características orbitales
1998 HM6 está situado a una distancia media del Sol de 2,275 ua, pudiendo alejarse hasta 2,845 ua y acercarse hasta 1,705 ua. Su excentricidad es 0,250 y la inclinación orbital 6,745 grados. Emplea 1253,69 días en completar una órbita alrededor del Sol.

## Características físicas
La magnitud absoluta de 1998 HM6 es 15,9. 